# Westlicher Blauzungenskink
Der Westliche Blauzungenskink (Tiliqua occipitalis) ist eine Art aus der Familie der Skinke (Scincidae).

## Merkmale
Die Kopf-Rumpf-Länge des Westlichen Blauzungenskinks beträgt bis zu 32 cm. Er ist gelbbraun bis blass graubraun mit 4–6 breiten dunkel Bändern am Rumpf, 3–4 dunklen Querbändern am Schwanz und einem breiten dunklen Streifen vom Auge bis zur Ohröffnung (Temporalstreifen).

## Verbreitung und Lebensraum
Das Verbreitungsgebiet des Westlichen Blauzungenskinks umfasst W- und S-Western Australia, große Teile von South Australia, das S-Northern Territory sowie NW-Victoria und SW-New South Wales. Die Art bewohnt trockene, offene, sandige Gebiete mit Sträuchern sowie Heidegebiete und den Mallee mit Spinifex-Gräsern.

## Lebensweise
Wie alle Blauzungenskinke ist auch der Westliche Blauzungenskink ein tagaktiver Einzelgänger, der als Verstecke umgefallene Baumstämme, dichte Vegetation und Baue nutzt. Der Westliche Blauzungenskink sucht aktiv nach Nahrung; er frisst überwiegend Früchte (Beeren), Samen, andere Pflanzenteile, Insektenlarven, Insekten sowie selten kleine Wirbeltiere. Er ist ovovivipar, gebärt also lebende Jungtiere. Zu seinen Fressfeinden gehören Warane, unter anderem der Riesenwaran (Varanus giganteus).

## Gefährdung
Die Art wird in New South Wales als gefährdet (vulnerable) geführt. Der Westliche Blauzungenskink ist durch Habitatzerstörung und Neozoen wie Hauskatzen oder Rotfüchse gefährdet.

## Belege
1. 1 2 3 4 5  
S. Wilson, G. Swan: A complete guide to reptiles of Australia. New Holland Publishers, 2010, ISBN 978-1-877069-76-5.
2. ↑  
G. M. Shea: Diet of two species of bluetongue skink, Tiliqua multifasciata and Tiliqua occipitalis (Squamata: Scincidae). In: Australian Zoologist. 33(3), 2003, S. 359–368.
3. ↑  
S. A. Thompson, P. C. Withers, G. G. Thompson, D. Robinson: Range extension for the Perentie, Varanus giganteus (Squamata:Varanidae). In: Journal of the Royal Society of Western Australia. 88, 2005, S. 41–43.
4. ↑  NSW Department of Environment and Conservation: Western Blue-tongued Lizard (Memento des Originals vom 4. Februar 2012 im Internet Archive)  Info: Der Archivlink wurde automatisch eingesetzt und noch nicht geprüft. Bitte prüfe Original- und Archivlink gemäß Anleitung und entferne dann diesen Hinweis.. Abgerufen am 21. Mai 2011.